# Lista zwierząt Śródziemia
Jest to artykuł o charakterze zbiorczym, przedstawiający zwierzęta występujące w stworzonej przez J.R.R. Tolkiena mitologii Śródziemia.
W quenyi ogólna nazwa obejmująca wszystkie zwierzęta jako różnych od roślin (olvarów) brzmiała kelvar (qya. szybcy). Wiele z nich było inteligentne i mogło mówić. Część mogła być przy tym Majarami w zwierzęcym ciele.

## Ptaki

### Orły
Wielkie orły były zwierzętami rozumnymi, władającymi językami elfów i ludzi i największymi ptakami Śródziemia. Ich wódz, Thorondor, miał skrzydła o rozpiętości 180 stóp. Robert Foster podaje, że orły zostały stworzone do roli władców zwierząt. Były sługami Manwëgo i stanowiły widomy symbol potęgi Valarów.
W Pierwszej Erze orły pod wodzą Thorondora zagnieździły się w Crissaegrimie, wśród gór Echoriath. Chroniły przed szpiegami Morgotha Gondolin i ocaliły zbiegłych z jego upadku (m.in. Tuora i Idril). Uczestniczyły w Wojnie Gniewu walcząc ze smokami.
W Drugiej Erze miały gniazda na szczycie Sorontilu w Forostarze, północnym półwyspie Númenoru. Wzlatywały także na Meneltarmę. Para orłów żyła od założenia Númenoru do czasów Tar-Atanamira na szczycie wieży pałacu królewskiego w Armenelos. Nadleciały z Amanu nad Númenor, gdy armia Ar-Pharazôna szykowała się do złamania Zakazu Valarów. Miało być to ostrzeżeniem przed zagładą wyspy.
Pod koniec Trzeciej Ery, gdy przewodził im Gwaihir, zamieszkiwały Góry Mgliste. Pojawiały się podczas Bitwy Pięciu Armii, Bitwy pod Morannonem, pomagały Bilbo Bagginsowi w ucieczce przed goblinami z Gór Mglistych oraz Gandalfowi Szaremu podczas konfliktu z Sarumanem Białym w Isengardzie. Po zniszczeniu Jedynego Pierścienia uratowały również Froda i Sama ze zbocza Orodruiny.
Po raz ostatni miały pojawić się podczas końca świata, kiedy rozegra się Ostatnia Bitwa.
Michael J. Brisbois, w artykule dla Tolkien Studies, zwrócił uwagę, że orły z Gór Mglistych miały własną kulturę.

### Kruki
Wśród ptaków Śródziemia, nie tylko orły dysponowały inteligencją. W Hobbicie pojawiają się inteligentne kruki, żyjące na Samotnej Górze, jako sojusznicy krasnoludów. Podobnie jak orły, były one również obdarzone mową, jak i wyróżniały się dużymi rozmiarami ciała. Były przy tym długowieczne – Roak, wódz kruków, miał 135 lat, gdy spotkał Bilba i Balina

### Inne ptaki
Wśród krukowatych negatywnie wyróżniały się  crebainy. Tolkien opisuje je jako duże, czarne wrony. Drużyna Pierścienia napotkała kilkukrotnie crebainy, według Aragorna pochodziły z Fangornu i Dunlandu. Leciały zbitymi gromadami przysłaniającymi niebo, patrolując dla Sarumana ziemie między Gwathló a Górami Mglistymi (Eregion i Dunland). Nazwa tych ptaków pochodziła z sindarinu. Liczba pojedyncza crebain brzmi craban.
Kolejnym rodzajem ptaków Śródziemia były  kirinki – niewielkie ptaki, które żyły w Númenorze. Wchodziły w skład wielogatunkowych stad spotykanych w głębi lądu. Są opisane jako „nie większe od strzyżyka”, miały szkarłatne upierzenie, a ich pisk był „ledwo słyszalny dla ludzkiego ucha”
Mewy były spotykane na nabrzeżach. Zamieszkiwały chociażby Bar-in-Mŷl (sin. Dom Mew), mały przylądek w południowo-zachodnim Eglareście. Wielkie mewy, „ukochane przez Telerich”, były pierwszymi stworzeniami, które spotkał Tuor w Lammoth, w drodze do Nevrastu. Mewy żyły także w Númenorze i Gondorze, przy brzegach Anduiny na terenie Lebenninu. Ich krzyk wzbudził w Legolasie tęsknotę do Amanu
Telerich zwano „Panami mew”. Mewa była godłem królów Dúnedainów ze Śródziemia, srebrne „skrzydła mewy” umieszczono w koronie królów Gondoru.
Wspomniany jest także bezimienny gatunek, znany jako ptaki z Tol Eressëi, mający szare upierzenie oraz złote dzioby i nóżki. Parę takich ptaków podarowali elfowie z Tol Eressëi Erendis i Tar-Aldarionowi z okazji ich ślubu. Ptaki te żyły długo, kojarzyły się w pary, z których nie dawały się rozdzielić. Rozdzielone nie śpiewały i zlatywały się do siebie. Przywiązywały się do właściciela. Erendis wypuściła je, kiedy rozpadło się jej małżeństwo z Tar-Aldarionem.
W Legendarium Śródziemia pojawiają się także wzmianki o czaplach i łabędziach na bagnach, zimorodkach, ziębach, jaskółkach i innych gatunkach ptaków.

## Smoki

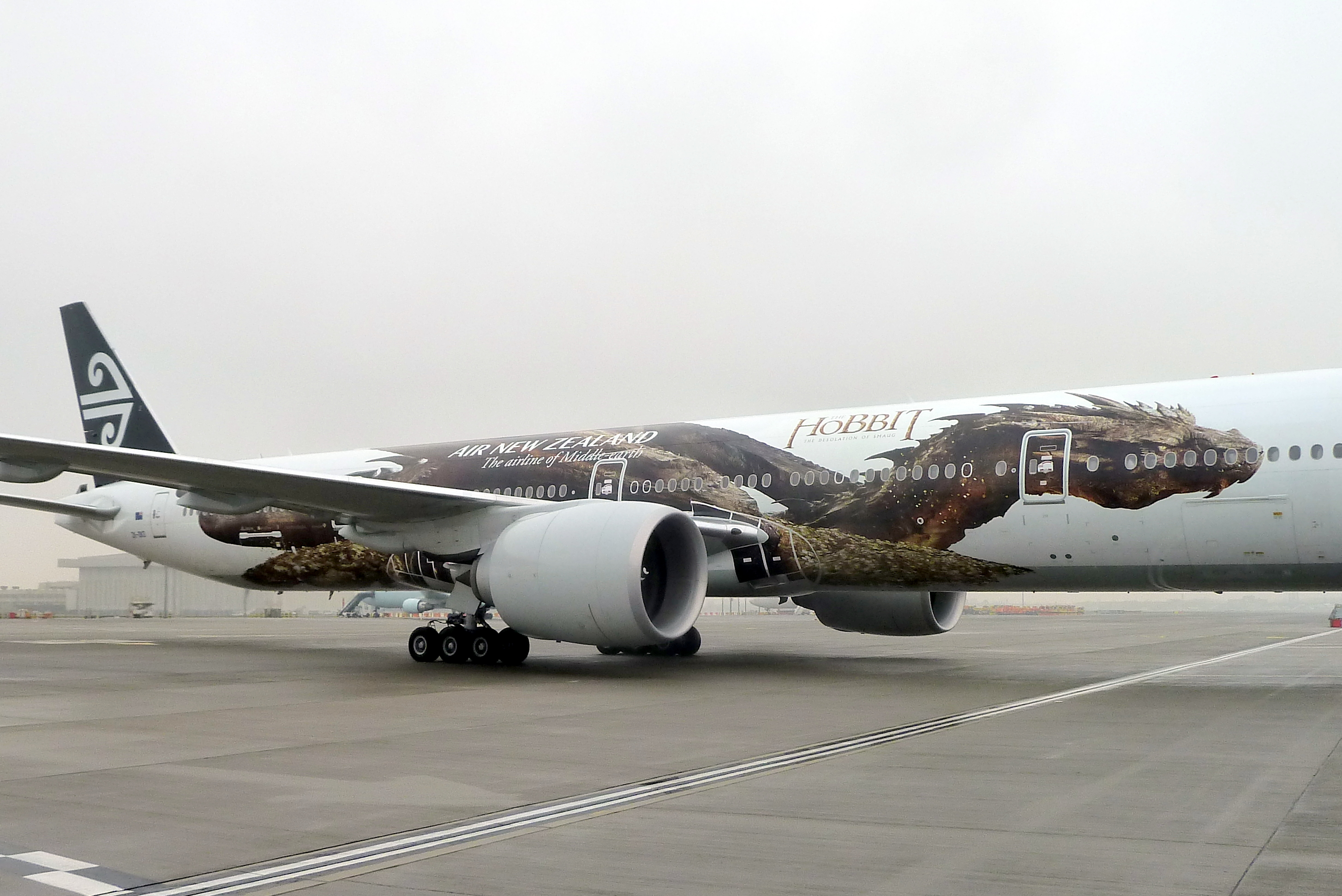
Podobizna Smauga z ekranizacji Hobbita umieszczona na samolocie należącym do Air New Zealand

Smoki zostały opisane jako jedna z najpotężniejszych ras sług Morgotha, wielkie inteligentne gady, różniące się jednak znacznie między sobą. Tak zwane Urulóki umiały zionąć ogniem, lecz nie miały skrzydeł. Należał do nich Glaurung. Istniały także smoki ogniste skrzydlate, jak np. Smaug. Prócz nich Tolkien wspomina także zimne smoki – bezskrzydłe, które nie zionęły ogniem.
Gady te były ogromne, pokryte łuską, która twardniała wraz z wiekiem i długowieczne. Mogły omamić tego, kto patrzył im w oczy, były inteligentne, przebiegłe i żądne skarbów. Zwano je także Wielkimi Gadami. Robert Foster podaje, że mogły być wyhodowane przez Morgotha po jego powrocie do Angbandu z Silmarilami.
W Pierwszej Erze występowały głównie Urulóki. W Wojnie Gniewu wzięły udział także ogniste skrzydlate smoki. Następna wzmianka o smokach dotyczy wydarzeń z 2570 roku Trzeciej Ery, kiedy napadały na krasnoludów i Éothéodów w Ered Mithrin. Góry te są jedynym wspomnianym przez Tolkiena siedliskiem zimnych smoków.

## Wargowie
Wargowie to inteligentne i złe wilki, w Silmarillionie zwane wilkołakami, będące często sojusznikami orków – istoty nieodmiennie pojawiające się w utworach Tolkiena jako wrogowie głównych bohaterów, czy wręcz ich ras.
W Silmarillionie wilkołaki pojawiają się jako sługi Saurona, mieszkające na kontrolowanej przez niego wyspie Tol Sirion, przezwanej z tego względu Tol-in-Gaurhoth – Wyspą Wilkołaków. Sam Sauron także przyjął formę wilkołaka walcząc z Huanem.
Podczas Trzeciej Ery wargowie mieszkali w Rhovanionie, lecz zapuszczały się na zachód, do Eriadoru, zabijając podczas jednej z wypraw Aragorna I, Wodza Dunedainów. Później, podczas Srogiej Zimy w 2911 roku biali wargowie przekroczyli zamarzniętą Brandywinę i weszli do Shire’u.
W Hobbicie służą jako znaczący antagoniści, łącząc siły z goblinami i atakując Kompanią Thorina. Następnie przyłączyli się do goblinów z Góry Gundabad i ponieśli klęskę w Bitwie Pięciu Armii.
Drużyna Pierścienia została zaatakowana przez wargów na zachód od Gór Mglistych, lecz udało im się odeprzeć tę watahę.
Saruman wykorzystał wargów podczas Wojny o Pierścień: uczestniczyli oni w pierwszej i drugiej bitwie u brodów na Isenie, podczas której doprowadzili do odłączenia się sił Elfhelma i Grimbolda. Następnie skierowali się na Helmowy Jar, gdzie ponieśli klęskę w Bitwie o Rogaty Gród w nocy z 3 na 4 marca 3019 roku.
Podczas Wojny o Pierścień wargowie polowali na zewnątrz murów Bree.

## Wielkie pająki
Wielkie, inteligentne i złe pająki grają znaczącą rolę zarówno w Hobbicie, jak i Władcy Pierścieni oraz Silmarillionie. Są w nich niebezpiecznymi antagonistami.
Wielkie pająki wywodziły się od, żyjących w Pierwszej Erze, Ungolianty i pająków z Nan Dungortheb.
Córką Ungolianty była Szeloba, która żyła w górach okalających Mordor, obok przełęczy nazwanej od niej Cirith Ungol. Jej potomstwo żyło w Mrocznej Puszczy, gdzie atakowały one elfów z Leśnego Królestwa i tamtejszych ludzi. W trzeciej erze, podczas wyprawy kompanii Thorina (opisanej w Hobbicie) potomstwo Szeloby opanowało już północne i centralne rejony Mrocznej Puszczy wykorzystując powolny, lecz stały, wzrost potęgi Czarnoksiężnika z Dol Guldur. Krasnoludy wraz z Thorinem zostały wówczas napadnięte i uprowadzone do gniazda wielkich pająków, skąd uratował ich przy użyciu Żądła i magicznego pierścienia hobbit Bilbo. W adaptacji filmowej Petera Jacksona krasnoludom pomogły także elfy z Leśnego Królestwa, dowodzone przez Legolasa i Tauriel.
Niepewne jest zarówno pochodzenie wielkich pająków, jak i ich ostateczny los. Ungolianta mogła pochodzić spoza Ardy. Robert Foster przypuszcza, że te złe stworzenia mogły mieć oryginalnie za zadanie skażenie Wiosny Ardy. Sądzi przy tym, że w Czwartej Erze mogły one zostać wytępione.
Joyce Tally Lionarons w swym artykule dla Mythlore uznała, że pająki pełnią w utworach Tolkiena rolę przeciwstawną elfom.

## Zwierzęta gospodarskie
Sarjeant poświęcił część artykułu o Shire tamtejszym zwierzętom. Do hodowanych tam zwierząt należała lokalna rasa kucyków – małych, lecz wytrzymałych – które bohaterowie wykorzystali w swych podróżach. Tolkien wspomina też o Stoorach mających rasę dużych psów, czy o hodowli pszczół w Shire.

## Pozostałe zwierzęta

### Bawoły Arawa
Bawoły Arawa, czyli Oromëgo, były rodzajem wielkiego białego bydła występującego na stepach Rhûnu, na które w Pierwszej Erze polował Valar od którego imienia je potem nazwano. W Trzeciej Erze polował na nie namiestnik Gondoru Vorondil. Z rogu bawołu Arawa wykonano Wielki Róg, dziedzictwo rodu namiestników.

### Mearasy
Mearasy to konie, które występowały pod koniec Trzeciej Ery w Rohanie. Najwcześniejszym znanym mearasem był Felaróf, lecz ich rasa miała pochodzić ze stadnin Oromego w Amanie. Odznaczały się wyjątkowym wzrostem, siłą, inteligencją i pięknem. Ich maść była siwa lub biała.
Jeździć na nich mogli tylko królowie Rohanu lub ich synowie. Jedynym wyjątkiem był Cienistogrzywy, wierzchowiec Gandalfa.
Ich nazwa pochodzi z języka rohirrickiego.

### Mûmakile

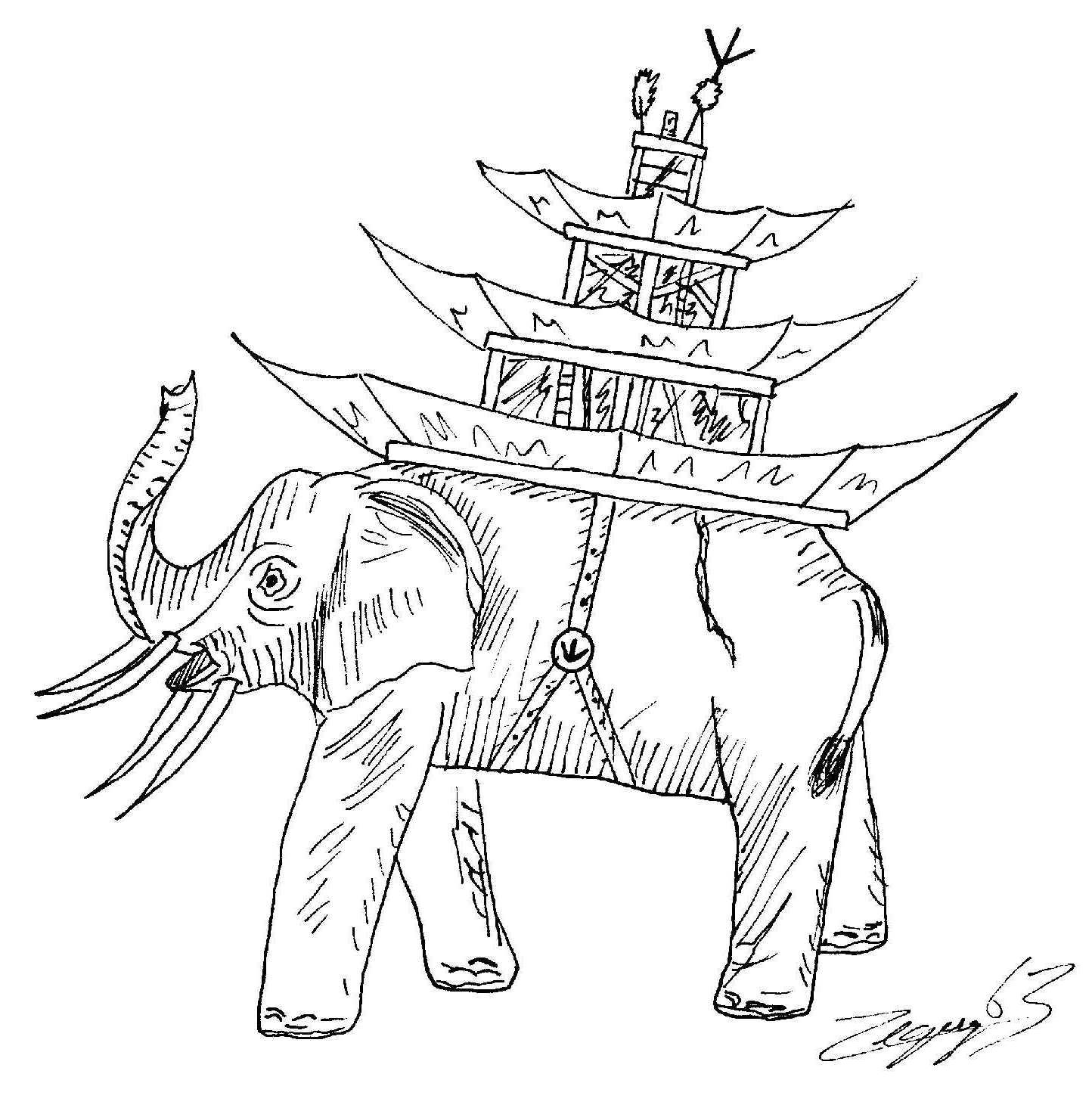
Wyobrażenie mûmaka

Występują w Dwóch wieżach i Powrocie króla. Były podobne do słoni, żyły w Haradzie i były używane przez Haradrimów w czasie bitew. Haradrimowie wsparli Saurona mûmakilami w bitwie na polach Pelennoru. Mûmakile prowadziły też Grond, taran użyty w bitwie do zniszczenia bramy Minas Tirith.
Oryginalnie ich nazwa w liczbie mnogiej brzmi mûmakil, a w liczbie pojedynczej mûmak. Stosowali ją Strażnicy Ithilien. Hobbici nazywali mûmakile olifantami.

### Robakołaki
Wspomniane przez Bilba Bagginsa w Hobbicie, w rozdziale 1., kiedy główny bohater dziwi się, dlaczego trzynastu krasnoludów wybrało go na włamywacza i 14. towarzysza. Według niego robakołaki żyją na „najdalszym wschodzie wschodu”, na „Najdalszej Pustyni”. Deklarując gotowość do walki z nimi, hobbit wyraża chęć udzielenia pomocy krasnoludom.
W angielskim oryginale ich miano to Were-worms, być może utworzone na kształt wyrazu werewolf oznaczającego wilkołaka. Raczej należą do hobbickiego folkloru, niż do ras żyjących w Śródziemiu.
W filmie Hobbit: Bitwa Pięciu Armii pojawiają się stworzenia drążące w ziemi blisko Ereboru tunele, którymi wychodzi armia orków. Widząc potwory podobne do wielkich dżdżownic ze szczękami, Gandalf nazywa je robakołakami. Pojawienie się tej nazwy w filmie zostało wymienione jako jeden z detali zaczerpniętych z myślą o fanach mitologii Śródziemia, wytykających liczne odstępstwa filmów od książkowego oryginału.

### Skrzydlate bestie

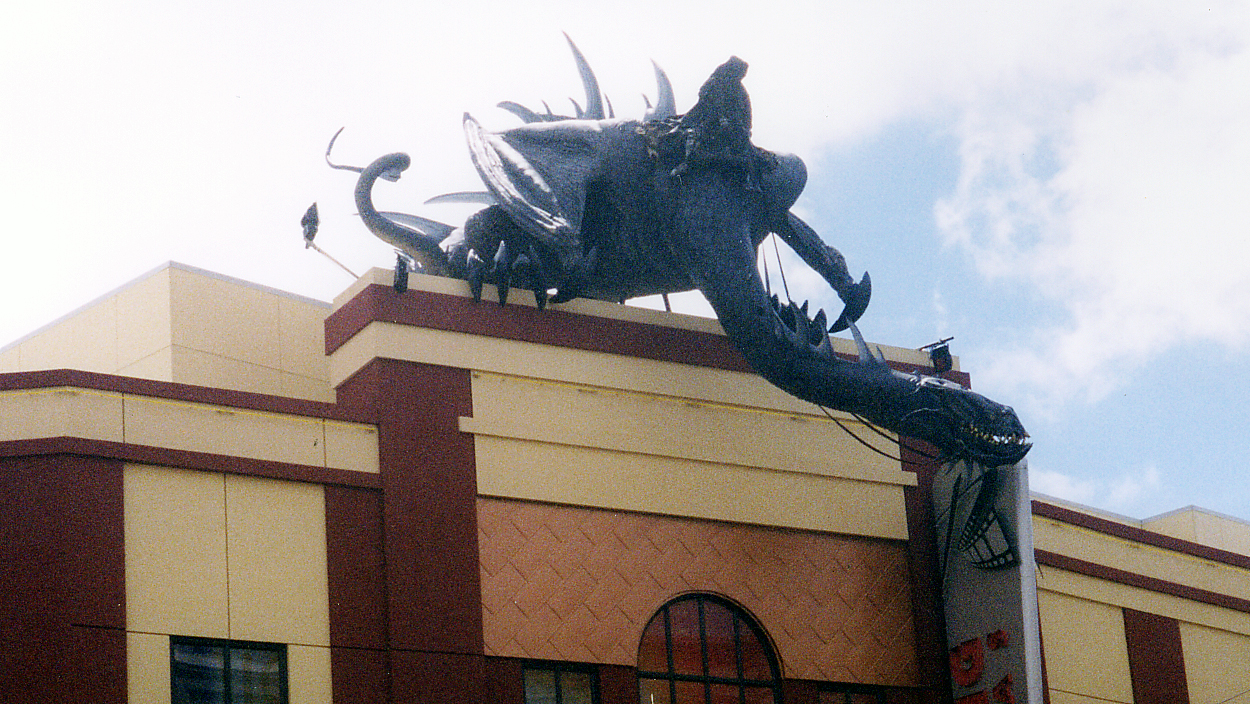
Figura skrzydlatej bestii na budynku kina w Wellington przed premierą Powrotu króla

Występują we wszystkich trzech tomach Władcy Pierścieni. W Trzeciej Erze były hodowane przez Saurona, który oddał je Nazgûlom jako latające wierzchowce. Bestie te były potężnych rozmiarów. Miały czarną skórę.
Berman uznała, że skrzydlate bestie były podobne do pterodaktyli.

## Analiza
Thijs Porck stwierdził, że Śródziemie jest pełne zwierząt, wspominając, że Antje vom Lehn wyliczyła, że występuje w nim przynajmniej siedemdziesiąt pięć gatunków tych stworzeń.
Ruth Berman, w artykule o smokach Tolkiena i C.S. Lewisa uznała, że twórca Śródziemia był tymi bestiami zafascynowany. Opisując Smauga stwierdziła, że mimo swego zła jest on momentami komiczny. Napisała także o tolkienowskich smokach spoza Śródziemia, jak Chrysophylax, pokonany przez Gilesa z Ham.
Guglielmo Spirito opisuje rolę wilków, kruków i orłów w Legendarium Tolkiena i to w jaki sposób wpłynął on na ich obraz w kulturze, obecny w niej od wieków.
Sarjeant zwrócił uwagę na brak wzmianek o osłach i mułach w Śródziemiu i to, że o obecności innych zwierząt gospodarskich, np. świń, można wnioskować tylko pośrednio. Wątpi przy tym, czy jajka spożywane przez bohaterów pochodzą od kur, sugerując raczej, że zbierano je od kaczek.
Liczni autorzy poświęcili swe artykuły rozważaniu możliwości alternatywnego przebiegu fabuły Władcy Pierścieni, w którym orły zaniosły by członków Drużyny Pierścienia do Mordoru.
J.S. Ryan napisał artykuł dla „Mallorn: The Journal of the Tolkien Society” o etymologii nazwy „warg” oraz miejscu wilkołaków i wargów w twórczości Tolkiena Uznał on, że Tolkien wprowadzając do swych utworów wargów przedłużył ludową pamięć, reanimując stare słowa.
Camilo Peralta rozważał dlaczego Tolkien nie wprowadził smoków do Władcy Pierścieni, sadząc, że nie pasowały one do tej opowieści. Zwraca przy tym uwagę na rozpoznawalność jaką zyskały one wśród fanów.